# Німецька окупація Данії (1940–1945)
Німецька окупація Данії (англ. German occupation of Denmark) — 9 квітня 1940 року німецькі війська розпочали операцію «Везербюнг», без оголошення війни напали на Данію.
На початку Другої світової війни Данія показала свій нейтралітет до ситуації, яка відбувалась в сусідніх країнах. Але, не дивлячись на всі заяви Данії, Німеччина все рівно напала на неї. 9 квітня 1940 року Німеччина направила свої війська в Данію і через годину після вторгнення уряд країни й данський король капітулювали, не чинячи військам ніякої протидії. Під час захоплення Данії нацисти майже не зазнали втрат — двоє солдат були вбиті та 10 були поранені.
За декілька днів до підписання акта про капітуляцію, 5 травня 1945 року німецькі війська капітулювали і Данія була звільнена від загарбників.